# Gran Premio motociclistico della Repubblica Ceca 2015
Il Gran Premio motociclistico della Repubblica Ceca 2015 è stato l'undicesima prova del motomondiale del 2015 e si è disputato il 16 agosto sul circuito di Brno. Nelle tre gare si sono imposti: Jorge Lorenzo in MotoGP, Johann Zarco in Moto2 e Niccolò Antonelli in Moto3.

## MotoGP
Partito dalla pole position, Jorge Lorenzo si è imposto anche al termine della gara, precedendo Marc Márquez e Valentino Rossi. In virtù di questi risultati, per la prima volta nella stagione, Valentino Rossi è stato scavalcato nella classifica provvisoria del motomondiale dal suo compagno di squadra Jorge Lorenzo che, pur a parità di punti, poteva vantare un numero maggiore di vittorie.

### Arrivati al traguardo
| Pos. | Nº | Pilota           | Squadra                     | Motocicletta       | Giri | Tempo     | Griglia | Punti |
| ---- | -- | ---------------- | --------------------------- | ------------------ | ---- | --------- | ------- | ----- |
| 1º   | 99 | Jorge Lorenzo    | Movistar Yamaha             | Yamaha YZR-M1      | 22   | 42'53.042 | 1º      | 25    |
| 2º   | 93 | Marc Márquez     | Repsol Honda                | Honda RC213V       | 22   | +4.462    | 2º      | 20    |
| 3º   | 46 | Valentino Rossi  | Movistar Yamaha             | Yamaha YZR-M1      | 22   | +10.397   | 3º      | 16    |
| 4º   | 29 | Andrea Iannone   | Ducati Team                 | Ducati Desmosedici | 22   | +13.071   | 4º      | 13    |
| 5º   | 26 | Daniel Pedrosa   | Repsol Honda                | Honda RC213V       | 22   | +15.650   | 9º      | 11    |
| 6º   | 4  | Andrea Dovizioso | Ducati Team                 | Ducati Desmosedici | 22   | +15.725   | 6º      | 10    |
| 7º   | 38 | Bradley Smith    | Monster Yamaha Tech 3       | Yamaha YZR-M1      | 22   | +21.821   | 5º      | 9     |
| 8º   | 44 | Pol Espargaró    | Monster Yamaha Tech 3       | Yamaha YZR-M1      | 22   | +23.240   | 8º      | 8     |
| 9º   | 41 | Aleix Espargaró  | Suzuki Ecstar               | Suzuki GSX-RR      | 22   | +43.784   | 15º     | 7     |
| 10º  | 9  | Danilo Petrucci  | Octo Pramac Racing          | Ducati Desmosedici | 22   | +45.261   | 13º     | 6     |
| 11º  | 68 | Yonny Hernández  | Octo Pramac Racing          | Ducati Desmosedici | 22   | +49.973   | 12º     | 5     |
| 12º  | 45 | Scott Redding    | EG 0,0 Marc VDS             | Honda RC213V       | 22   | +50.174   | 14º     | 4     |
| 13º  | 19 | Álvaro Bautista  | Aprilia Racing Team Gresini | Aprilia RS-GP      | 22   | +54.437   | 19º     | 3     |
| 14º  | 6  | Stefan Bradl     | Aprilia Racing Team Gresini | Aprilia RS-GP      | 22   | +54.624   | 16º     | 2     |
| 15º  | 76 | Loris Baz        | Forward Racing              | Yamaha Forward     | 22   | +1'00.316 | 18º     | 1     |
| 16º  | 8  | Héctor Barberá   | Avintia Racing              | Ducati Desmosedici | 22   | +1'01.595 | 11º     |       |
| 17º  | 69 | Nicky Hayden     | Aspar Team                  | Honda RC213V-RS    | 22   | +1'02.388 | 21º     |       |
| 18º  | 63 | Mike Di Meglio   | Avintia Racing              | Ducati Desmosedici | 22   | +1'05.944 | 17º     |       |
| 19º  | 43 | Jack Miller      | CWM LCR Honda               | Honda RC213V-RS    | 22   | +1'11.407 | 22º     |       |
| 20º  | 71 | Claudio Corti    | Forward Racing              | Yamaha Forward     | 22   | +1'50.033 | 24º     |       |
| 21º  | 17 | Karel Abraham    | AB Motoracing               | Honda RC213V-RS    | 22   | +2'02.655 | 25º     |       |

### Ritirati
| Nº | Pilota           | Squadra             | Motocicletta    | Giri | Griglia |
| -- | ---------------- | ------------------- | --------------- | ---- | ------- |
| 25 | Maverick Viñales | Suzuki Ecstar       | Suzuki GSX-RR   | 15   | 7º      |
| 35 | Cal Crutchlow    | CWM LCR Honda       | Honda RC213V    | 14   | 10º     |
| 50 | Eugene Laverty   | Aspar Team          | Honda RC213V-RS | 4    | 20º     |
| 15 | Alex De Angelis  | E-Motion IodaRacing | ART             | 3    | 23º     |

## Moto2
Nella classe intermedia Johann Zarco ha ottenuto il suo quarto successo stagionale, consolidando la sua prima posizione anche in campionato e precedendo sul traguardo i due piloti spagnoli Esteve Rabat e Álex Rins, quest'ultimo fresco vincitore nella gara precedente.

### Arrivati al traguardo
| Pos. | Nº | Pilota             | Squadra                        | Motocicletta       | Giri | Tempo     | Griglia | Punti |
| ---- | -- | ------------------ | ------------------------------ | ------------------ | ---- | --------- | ------- | ----- |
| 1º   | 5  | Johann Zarco       | Ajo Motorsport                 | Kalex Moto2        | 20   | 41'02.500 | 1º      | 25    |
| 2º   | 1  | Esteve Rabat       | EG 0,0 Marc VDS                | Kalex Moto2        | 20   | +1.421    | 2º      | 20    |
| 3º   | 40 | Álex Rins          | Paginas Amarillas HP 40        | Kalex Moto2        | 20   | +1.785    | 3º      | 16    |
| 4º   | 73 | Álex Márquez       | EG 0,0 Marc VDS                | Kalex Moto2        | 20   | +4.393    | 7º      | 13    |
| 5º   | 22 | Sam Lowes          | Speed Up Racing                | Speed Up SF15      | 20   | +7.844    | 13º     | 11    |
| 6º   | 94 | Jonas Folger       | AGR Team                       | Kalex Moto2        | 20   | +8.056    | 10º     | 10    |
| 7º   | 12 | Thomas Lüthi       | Derendinger Racing Interwetten | Kalex Moto2        | 20   | +9.882    | 5º      | 9     |
| 8º   | 11 | Sandro Cortese     | Dynavolt Intact GP             | Kalex Moto2        | 20   | +10.074   | 4º      | 8     |
| 9º   | 39 | Luis Salom         | Paginas Amarillas HP 40        | Kalex Moto2        | 20   | +11.921   | 15º     | 7     |
| 10º  | 21 | Franco Morbidelli  | Italtrans Racing               | Kalex Moto2        | 20   | +12.479   | 8º      | 6     |
| 11º  | 3  | Simone Corsi       | Forward Racing                 | Kalex Moto2        | 20   | +17.694   | 12º     | 5     |
| 12º  | 30 | Takaaki Nakagami   | Idemitsu Honda Team Asia       | Kalex Moto2        | 20   | +17.763   | 16º     | 4     |
| 13º  | 77 | Dominique Aegerter | Technomag Racing Interwetten   | Kalex Moto2        | 20   | +18.352   | 6º      | 3     |
| 14º  | 55 | Hafizh Syahrin     | Petronas Raceline Malaysia     | Kalex Moto2        | 20   | +18.522   | 17º     | 2     |
| 15º  | 36 | Mika Kallio        | Italtrans Racing               | Kalex Moto2        | 20   | +19.377   | 18º     | 1     |
| 16º  | 19 | Xavier Siméon      | Federal Oil Gresini            | Kalex Moto2        | 20   | +20.811   | 19º     |       |
| 17º  | 49 | Axel Pons          | AGR Team                       | Kalex Moto2        | 20   | +21.272   | 9º      |       |
| 18º  | 60 | Julián Simón       | QMMF Racing                    | Speed Up SF15      | 20   | +22.119   | 22º     |       |
| 19º  | 23 | Marcel Schrötter   | Tech 3                         | Tech 3 Mistral 610 | 20   | +25.946   | 21º     |       |
| 20º  | 4  | Randy Krummenacher | JIR Racing                     | Kalex Moto2        | 20   | +26.586   | 14º     |       |
| 21º  | 95 | Anthony West       | QMMF Racing                    | Speed Up SF15      | 20   | +39.425   | 23º     |       |
| 22º  | 57 | Edgar Pons         | Paginas Amarillas HP 40        | Kalex Moto2        | 20   | +44.290   | 27º     |       |
| 23º  | 25 | Azlan Shah         | Idemitsu Honda Team Asia       | Kalex Moto2        | 20   | +44.657   | 25º     |       |
| 24º  | 88 | Ricard Cardús      | JPMoto Malaysia                | Suter MMX2         | 20   | +44.747   | 28º     |       |
| 25º  | 10 | Thitipong Warokorn | APH PTT The Pizza SAG          | Kalex Moto2        | 20   | +46.960   | 26º     |       |
| 26º  | 2  | Jesko Raffin       | sports-millions-EMWE-SAG       | Kalex Moto2        | 20   | +53.547   | 31º     |       |

### Ritirati
| Nº | Pilota              | Squadra                      | Motocicletta       | Giri | Griglia |
| -- | ------------------- | ---------------------------- | ------------------ | ---- | ------- |
| 97 | Xavi Vierge         | Tech 3                       | Tech 3 Mistral 610 | 16   | 30º     |
| 7  | Lorenzo Baldassarri | Forward Racing               | Kalex Moto2        | 12   | 11º     |
| 66 | Florian Alt         | E-Motion IodaRacing          | Suter MMX2         | 12   | 29º     |
| 96 | Louis Rossi         | Tasca Racing                 | Tech 3 Mistral 610 | 11   | 20º     |
| 70 | Robin Mulhauser     | Technomag Racing Interwetten | Kalex Moto2        | 3    | 24º     |

## Moto3
La gara della Moto3 era prevista sulla percorrenza di 19 giri, ma un grave incidente in partenza ha costretto il direttore di gara a interromperla e dare un nuovo via con la gara accorciata a 12 giri e con 5 piloti che non sono riusciti a riprendere la partenza.
Dopo poco più di 60 km di corsa, si è imposto, per la prima volta nella sua carriera mondiale, l'italiano Niccolò Antonelli che ha preceduto il connazionale Enea Bastianini e il sudafricano Brad Binder. Come in altre occasioni precedenti la gara è stata molto combattuta e con distacchi minimi tra i piloti, tanto è vero che i primi 9 classificati sono arrivati nell'intervallo minimo di poco più di un secondo.

### Arrivati al traguardo
| Pos. | Nº | Pilota              | Squadra                    | Motocicletta        | Giri | Tempo     | Griglia | Punti |
| ---- | -- | ------------------- | -------------------------- | ------------------- | ---- | --------- | ------- | ----- |
| 1º   | 23 | Niccolò Antonelli   | Ongetta-Rivacold           | Honda NSF250R       | 12   | 25'56.866 | 1º      | 25    |
| 2º   | 33 | Enea Bastianini     | Gresini Racing             | Honda NSF250R       | 12   | +0.152    | 15º     | 20    |
| 3º   | 41 | Brad Binder         | Red Bull KTM Ajo           | KTM RC 250 GP       | 12   | +0.376    | 6º      | 16    |
| 4º   | 7  | Efrén Vázquez       | Leopard Racing             | Honda NSF250R       | 12   | +0.540    | 8º      | 13    |
| 5º   | 9  | Jorge Navarro       | Estrella Galicia 0,0       | Honda NSF250R       | 12   | +0.560    | 3º      | 11    |
| 6º   | 5  | Romano Fenati       | SKY Racing Team VR46       | KTM RC 250 GP       | 12   | +0.821    | 19º     | 10    |
| 7º   | 52 | Danny Kent          | Leopard Racing             | Honda NSF250R       | 12   | +1.179    | 2º      | 9     |
| 8º   | 44 | Miguel Oliveira     | Red Bull KTM Ajo           | KTM RC 250 GP       | 12   | +1.188    | 12º     | 8     |
| 9º   | 84 | Jakub Kornfeil      | Drive M7 SIC               | KTM RC 250 GP       | 12   | +1.420    | 20º     | 7     |
| 10º  | 17 | John McPhee         | Saxoprint RTG              | Honda NSF250R       | 12   | +3.385    | 10º     | 6     |
| 11º  | 88 | Jorge Martín        | Mapfre Team Mahindra       | Mahindra MGP3O      | 12   | +5.751    | 9º      | 5     |
| 12º  | 21 | Francesco Bagnaia   | Mapfre Team Mahindra       | Mahindra MGP3O      | 12   | +5.846    | 27º     | 4     |
| 13º  | 16 | Andrea Migno        | SKY Racing Team VR46       | KTM RC 250 GP       | 12   | +5.910    | 26º     | 3     |
| 14º  | 58 | Juanfran Guevara    | Mapfre Team Mahindra       | Mahindra MGP3O      | 12   | +6.173    | 13º     | 2     |
| 15º  | 65 | Philipp Öttl        | Schedl GP Racing           | KTM RC 250 GP       | 12   | +6.268    | 24º     | 1     |
| 16º  | 40 | Darryn Binder       | Outox Reset Drink          | Mahindra MGP3O      | 12   | +7.648    | 16º     |       |
| 17º  | 2  | Remy Gardner        | CIP                        | Mahindra MGP3O      | 12   | +7.702    | 17º     |       |
| 18º  | 11 | Livio Loi           | RW Racing GP               | Honda NSF250R       | 12   | +8.207    | 29º     |       |
| 19º  | 48 | Lorenzo Dalla Porta | Husqvarna Factory Laglisse | Husqvarna FR 250 GP | 12   | +14.302   | 23º     |       |
| 20º  | 24 | Tatsuki Suzuki      | CIP                        | Mahindra MGP3O      | 12   | +16.013   | 21º     |       |
| 21º  | 12 | Matteo Ferrari      | San Carlo Team Italia      | Mahindra MGP3O      | 12   | +16.127   | 35º     |       |
| 22º  | 63 | Zulfahmi Khairuddin | Drive M7 SIC               | KTM RC 250 GP       | 12   | +16.742   | 33º     |       |
| 23ª  | 6  | María Herrera       | Husqvarna Factory Laglisse | Husqvarna FR 250 GP | 12   | +16.927   | 32ª     |       |
| 24º  | 29 | Stefano Manzi       | San Carlo Team Italia      | Mahindra MGP3O      | 12   | +18.967   | 31º     |       |
| 25º  | 19 | Alessandro Tonucci  | Outox Reset Drink          | Mahindra MGP3O      | 12   | +31.460   | 30º     |       |
| 26º  | 98 | Karel Hanika        | Red Bull KTM Ajo           | KTM RC 250 GP       | 12   | +37.086   | 7º      |       |
| 27º  | 95 | Jules Danilo        | Ongetta-Rivacold           | Honda NSF250R       | 12   | +1'01.665 | 11º     |       |

### Ritirati
| Nº | Pilota           | Squadra              | Motocicletta  | Giri | Griglia |
| -- | ---------------- | -------------------- | ------------- | ---- | ------- |
| 86 | Kevin Hanus      | Team Hanusch         | Honda NSF250R | 9    | 36º     |
| 10 | Alexis Masbou    | Saxoprint RTG        | Honda NSF250R | 8    | 5º      |
| 20 | Fabio Quartararo | Estrella Galicia 0,0 | Honda NSF250R | 7    | 4º      |
| 32 | Isaac Viñales    | RBA Racing           | KTM RC 250 GP | 1    | 14º     |

### Non partiti
| Nº | Pilota             | Squadra        | Motocicletta  | Griglia |
| -- | ------------------ | -------------- | ------------- | ------- |
| 97 | Maximilian Kappler | Saxoprint-RTG  | FTR M3        | 34º     |
| 76 | Hiroki Ono         | Leopard Racing | Honda NSF250R | 18º     |
| 55 | Andrea Locatelli   | Gresini Racing | Honda NSF250R | 22º     |
| 91 | Gabriel Rodrigo    | RBA Racing     | KTM RC 250 GP | 25º     |
| 31 | Niklas Ajo         | RBA Racing     | KTM RC 250 GP | 28º     |